# Malý Ľadový štít
Malý Ľadový štít je významný štít v hlavním hřebeni Vysokých Tater. Z dálky může vypadat jako vedlejší vrchol Ľadového štítu, ale je od něj dostatečně oddělen. Je poměrně dobře dostupný od Sedielka a tak je často navštěvován.
Kdysi se mu říkalo Ľadová kopa.

## Topografie
Má dva vrcholy, hlavní severozápadní a o pár metrů nižší jihovýchodní. Od Ľadového štítu ho odděluje Ľadová štrbina, od Široké veže turisticky dostupné Sedielko. Na jihozápad vysílá dlouhý hřeben, který končí Pfinnovou kopou. Jižní stěnou spadá do Dolinky pod Sedielkom, východní do kotliny Pěti spišských ples. Západní úbočí klesá do Zadní Javorové doliny.

## Několik výstupů
- 1903 Prvovýstup JV hřebenem J. Chmielowski, K. Jordán, J. Nowicki a K. Bachleda, II.
- 1921 Prvovýstup středem SV stěny, A. Grósz a B. Palencsár, dole III, nahoře I.
- 1956 Prvovýstup středem J stěny V. Karoušek a Z. Zibrín, v závěru VI.

Hodně výstupů do obtížnosti VI vede oblíbenou jižní stěnou.

## Galerie

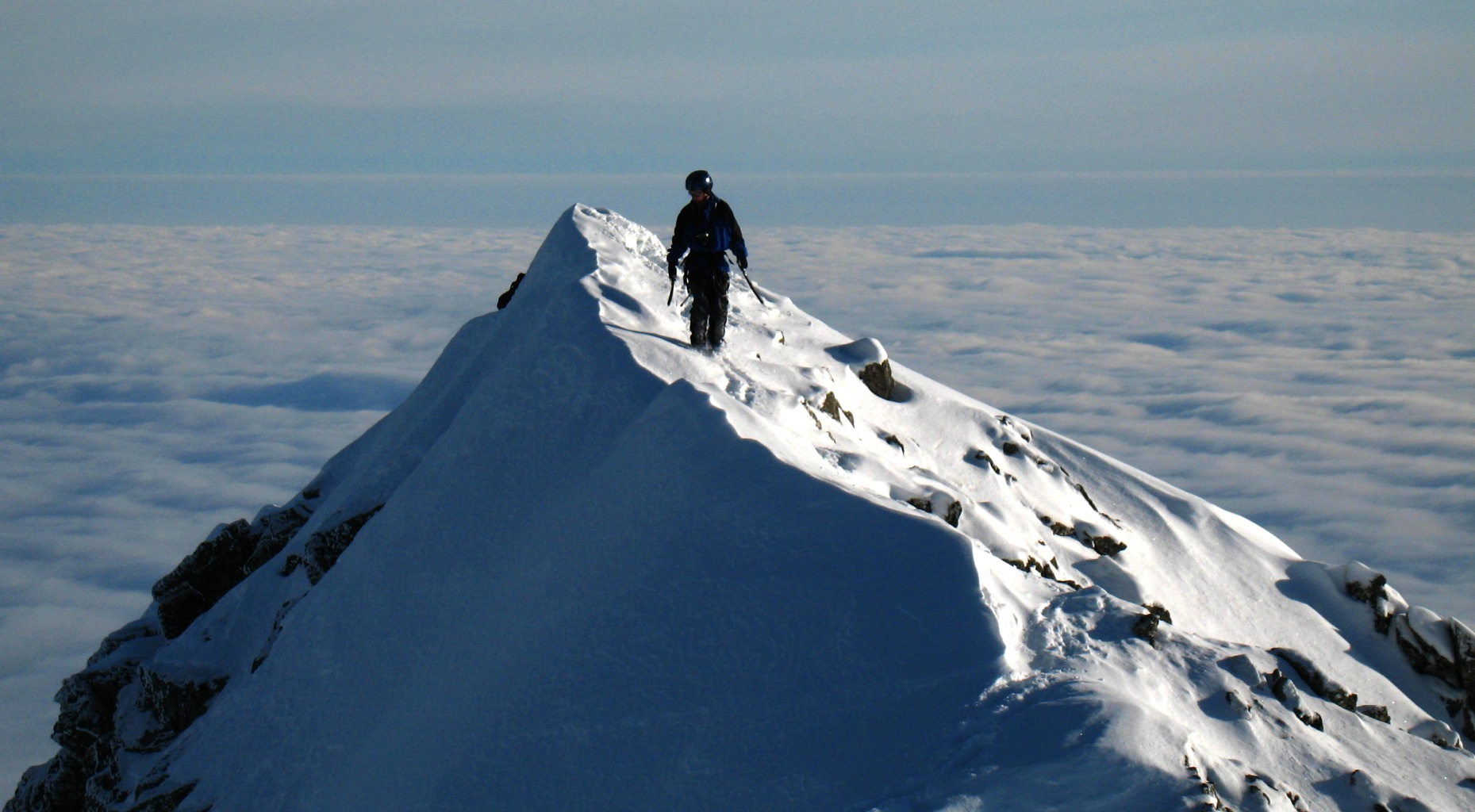
Zima na JV vrcholu.
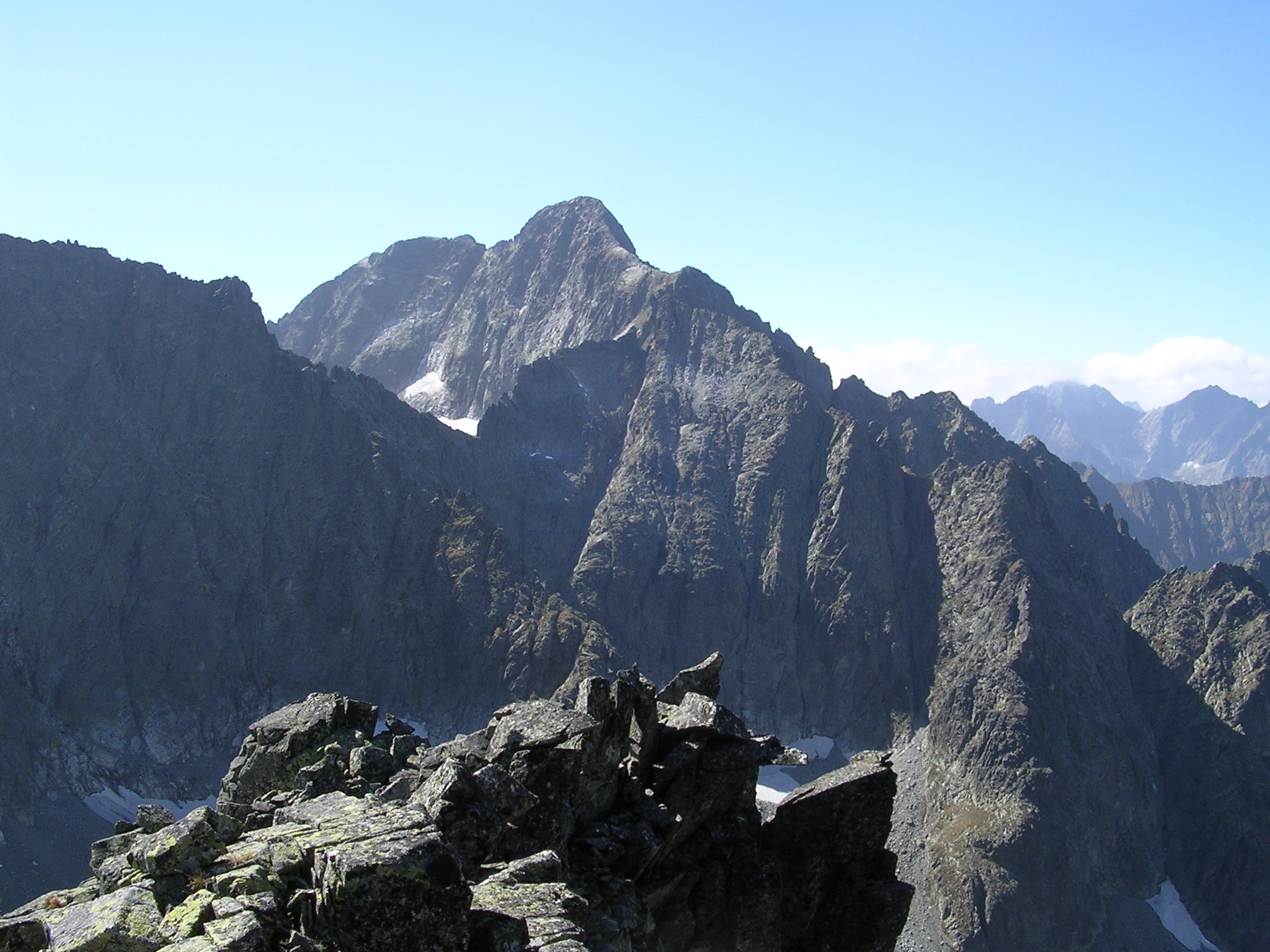
Vzadu zleva Malý Ľadový a Ľadový štít.
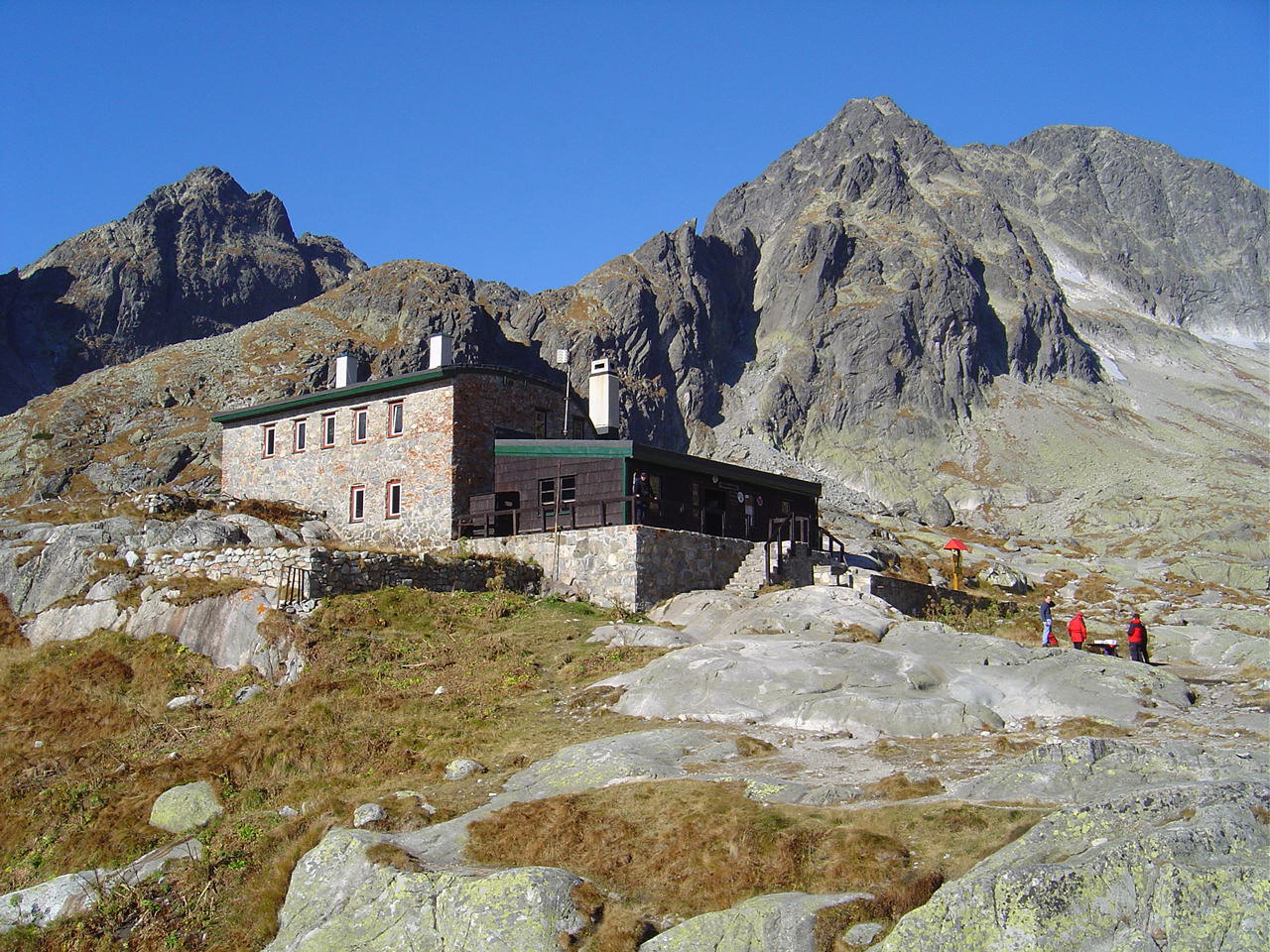
Téryho chata, vlevo Široká veža, vpravo Malý Ľadový štít a Ľadový štít.
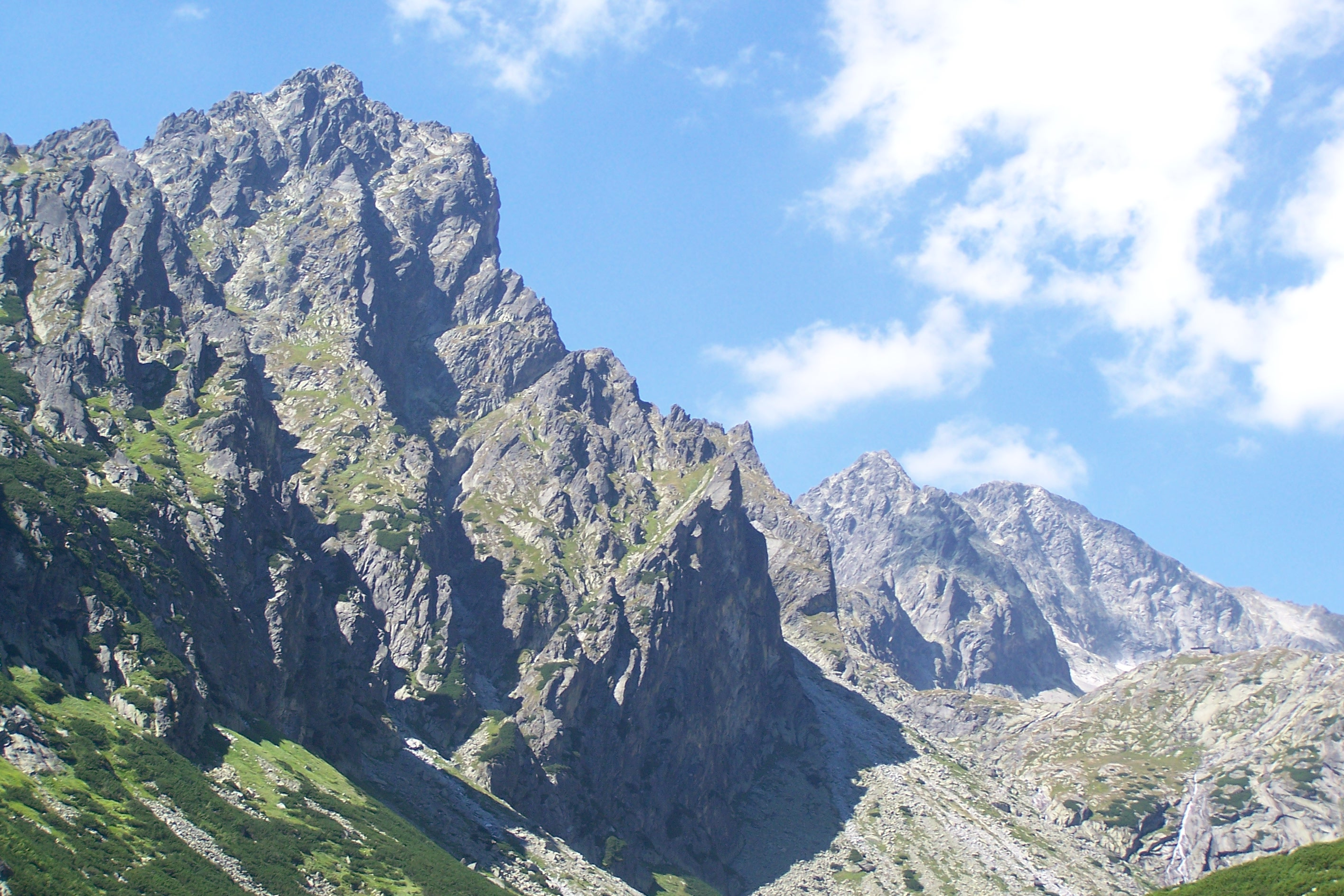
Prostredný hrot a Ľadové štíty.